# Список воевод России в 1614 году
Царствование: 1613—1645 — Михаил Фёдорович

## Воеводы городовые
| Года      | Город                 | Ф,И,О воеводы                           | Примечания                    |
| --------- | --------------------- | --------------------------------------- | ----------------------------- |
| 1614      | Алатырь               | Бутурлин Пётр Иванович                  |                               |
| 1614-1615 | Алатырь               | Ахамашуков-Черкасский Пётр Иванович     |                               |
| 1614      | Алексин               | Лодыженский Фёдор Суринов               |                               |
| 1614      | Арзамас               | Львов Пётр Михайлович                   |                               |
| 1614-1616 | Арзамас               | Бахтеяров-Ростовский Пётр Владимирович  | Стольник                      |
| 1614      | Арск                  | Фаворов Афанасий                        |                               |
| 1614-1615 | Астрахань             | Одоевский Иван Никитич Меньшой          | Боярин                        |
| 1610-1614 | Берёзов               | Волынский Степан Иванович Меньшой       |                               |
| 1614-1615 | Болхов                | Волынский Степан Меньшово               | Стольник                      |
| 1614      | Боровск               | Замыцкий Данила Андреевич               |                               |
| 1614      | Брянск                | Тюфякин Григорий Васильевич             | Стольник                      |
| 1614      | Бежецкий Верх         | Нарбеков Потап Дмитриевич               |                               |
| До 1614   | Белгород              | Татищев Владимир Игнатьевич             | Стольник                      |
| 1614-1616 | Белгород              | Дашков Яков Авксентьевич                |                               |
| 1613-1614 | Белёв                 | Гагарин Семён Никитич                   |                               |
| 1614-1615 | Белёв                 | Долгоруков Михаил Борисович             |                               |
| 1613-1615 | Белоозеро             | Чихачёв Пётр Иванович                   |                               |
| 1614      | Валуйки               | Челюсткин Григорий Каллиников           |                               |
| 1614-1615 | Валуйки               | Киреевский Немир Фёдорович              |                               |
| 1614      | Владимир              | Коробьин Семён Гаврилович               |                               |
| 1614-1615 | Владимир              | Пушкин Никита Михайлович                |                               |
| 1611-1614 | Вологда               | Одоевский Иван Иванович Меньшой         | Стольник                      |
| 1614-1615 | Вологда               | Тёмкин-Ростовский Михаил Григорьевич    |                               |
| 1614-1615 | Волоколамск           | Тарбеев Тимофей Петрович                |                               |
| 1614      | Воронеж               | Куракин Михаил Андреевич                |                               |
| 1614      | Воронеж               | Ахамашуков-Черкасский Василий Петрович  | Сын боярский                  |
| 1614-1615 | Вязьма                | Пушкин Гаврила Григорьевич              | Сокольничий, думный дворянин  |
| До 1614   | Галич Костромской     | Ахамашуков-Черкасский Пётр №            | См. Алатырь                   |
| 1614      | Галич Костромской     | Сицкий Андрей Васильевич                | Май                           |
| 1614-1615 | Галич Костромской     | Куракин Михаил Андреевич                | См. Воронеж                   |
| 1614      | Данков                | Гагарин Пётр Андреевич                  |                               |
| 1613-1616 | Двинская область      | Пронский Пётр Иванович                  | Стольник                      |
| 1614-1616 | Дмитров               | Маматов Григорий Григорьевич            |                               |
| 1614-1615 | Дорогобуж             | Вельяминов Никита Дмитриевич            |                               |
| 1614      | Дедилово              | Дуров Пётр                              | Осадный голова                |
| 1614-1615 | Дедилово              | Леонтьев Пётр Яковлевич                 | Осадный голова                |
| До 1614   | Елец                  | Полев Андрей Богданович                 | Стольник                      |
| 1614      | Елец                  | Волконский Фёдор Иванович               |                               |
| 1614-1615 | Епифань               | Гагин Иван Иванович                     | Осадный голова                |
| 1614      | Заонежье              | Чулков Богдан                           | С 1649 Олонец                 |
| 1614      | Зарайск               | Карамышев Иван Константинович           |                               |
| 1614      | Изборск               | Кокорев Григорий                        | Приказной                     |
| 1614-1616 | Изборск               | Бобров Григорий Степанович              |                               |
| 1614-1615 | Волоколамский м-рь    | Неронов Курака                          | Осадный голова                |
| 1614      | Кадом                 | Елагин Смирной                          |                               |
| 1613-1615 | Казань                | Воротынский Иван Михайлович             | Боярин                        |
| 1614      | Калуга                | Долгоруков Алексей Григорьевич          |                               |
| 1614      | Карачев               | Панин Никита Фёдорович                  |                               |
| 1614-1615 | Карачев               | Лиховидов-Безобразов Елизарий Семёнович |                               |
| 1613-1615 | Каргополь             | Дашков Иван Андреевич                   |                               |
| 1614-1615 | Касимов               | Звенигородский Семён Григорьевич        |                               |
| 1614      | Кашин                 | Мосальский Владимир Иванович            | Окольничий                    |
| 1614-1615 | Кашин                 | Хлопов Назарий Степанович               |                               |
| 1614      | Кашира                | Волконский Григорий Константинович      |                               |
| 1614-1616 | Кашира                | Долгоруков Иван Михайлович              |                               |
| 1614-1615 | Кетский острог        | Челищев Чеботай Фёдорович               |                               |
| 1614      | Козельск              | Щербачёв Михаил Исаакович               | Осадный голова                |
| 1614      | Козьмодемьянск        | Михалков Алай Иванович                  |                               |
| 1614      | Кокшайск              | Владычкин Конон Иванович                |                               |
| 1614      | Коломна               | Волынский Фёдор Васильевич              | Стольник                      |
| 1614-1615 | Кострома              | Колычев Андрей Семёнович                |                               |
| 1614-1615 | Курмыш                | Урусов Иван Власьевич                   |                               |
| 1614-1616 | Курск                 | Татищев Юрий Игнатьевич                 | Стольник                      |
| 1614      | Лаишево               | Ушаков Фёдор Петрович                   | Голова                        |
| 1614      | Ливны                 | Колтовский Григорий Фёдорович           |                               |
| 1614-1616 | Ливны                 | Михнев Игнатий Истомин                  |                               |
| 1614      | Лух                   | Молвянинов Афанасий Матвеевич           | Костромская губ.              |
| 1613-1615 | Мангазея и Туруханск  | Новокщенов Иван Афанасьевич             |                               |
| 1614-1616 | Михайлов              | Ляпунов Владимир Прокофьевич            |                               |
| 1614      | Можайск               | Отрепьев Смирной Елизарьевич            | Умер на воеводстве            |
| 1614-1615 | Можайск               | Замыцкий Иван Андреевич                 |                               |
| 1614      | Муром                 | Собакин Борис Степанович                |                               |
| 1614      | Мценск                | Лодыженский Семён Романович             |                               |
| 1601-1614 | Нарымский острог      | Хлопов Мирон Тимофеевич                 |                               |
| 1614-1615 | Нарымский острог      | Хомяков-Языков Иван Петрович            | В другом акте: Богдан         |
| 1614-1615 | Невель                | Гагарин Семён Никитич                   | См. Белёв                     |
| 1613-1616 | Нижний Новгород       | Бахтеяров-Ростовский Владимир Иванович  | Боярин                        |
| 1610-1614 | Новгород Великий      | Одоевский Иван Никитич Большой          | Боярин                        |
| 1614      | Новосиль              | Челюсткин-Строй Фёдор Иванович          |                               |
| 1614-1618 | Опочка                | Бороздин Иван Семёнович                 | В другом акте: Васильевич     |
| 1614      | Орёл                  | Шаховской Семён Данилович               |                               |
| 1614      | Орёл                  | Данилов Пётр Прокофьевич                |                               |
| 1614      | Осташков              | Дашков Яков Авксентьевич                | См. Белгород                  |
| 1614      | Осташков              | Наумов Василий Петрович                 |                               |
| 1614-1616 | Осташков              | Кокорев Борис Иванович                  | В другом акте: Борис Бархатов |
| 1614      | Остров                | Харламов Семён №                        |                               |
| 1613-1614 | Пелымский острог      | Яскин-Годунов Иван Михайлович           |                               |
| 1614-1616 | Переяславль-Залесский | Мезецкой Никита Михайлович              | Стольник                      |
| 1614      | Рязань                | Дудин-Лыков Фёдор Иванович              |                               |
| 1614      | Пермь Великая         | Митусов Иван Тимофеевич                 |                               |
| 1614-1617 | Пермь Великая         | Волков Лев Иванович                     |                               |
| 1614      | Погорелое городище    | Безобразов Меркурий                     |                               |
| 1614      | Пронск                | Вердеревский Юрий Васильевич            |                               |
| 1613-1614 | Псков                 | Хованский Иван Фёдорович                |                               |
| До 1614   | Путивль               | Мещерский Тимофей Юрьевич               | Умер на воеводстве            |
| 1614-1616 | Путивль               | Коробьин Василий Гаврилович             |                               |
| До 1614   | Ржев                  | Сабуров Иван Никифорович                |                               |
| 1614      | Ржев                  | Плещеев Иван Дмитриевич                 |                               |
| 1614-1617 | Романов               | Трусов Андрей Григорьевич               | Ярославская губ.              |
| 1614-1618 | Ростов                | Нагово Андрей Александрович             | Боярин                        |
| 1614      | Рыльск                | Елецкий Фёдор Андреевич                 | Стольник                      |
| 1614      | Ряжск                 | Волконский Иван Фёдорович               |                               |
| 1614      | Самара                | Лопата-Пожарский Дмитрий Петрович       |                               |
| 1614      | Свияжск               | Щербатов Василий Петрович               | Стольник                      |
| 1614      | Себеж                 | Бобров Василий Яковлевич                |                               |
| 1614-1615 | Серпухов              | Мосальский Иван Данилович               |                               |
| 1614      | Старая Руса           | Шаховской Андрей №                      |                               |
| 1614      | Старица               | Жеребцов Семён Иванович                 |                               |
| 1614-1615 | Старица               | Гагарин Никита Никитич                  |                               |
| 1614-1615 | Стародуб              | Волконский Пётр Андреевич               |                               |
| 1614      | Старый Оскол          | Губин Григорий Васильевич               |                               |
| 1614      | Старый Оскол          | Давыдов Григорий Никифорович            |                               |
| 1614-1615 | Суздаль               | Щелкалов Иван Васильевич                |                               |
| 1614      | Сумской острог        | Усов Семён Васильевич                   |                               |
| 1609-1614 | Сургутский острог     | Волынский Фёдор Васильевич              | См. Коломна                   |
| 1614-1615 | Сургутский острог     | Корсаков Елизарий Фомич                 |                               |
| 1613-1615 | Тара                  | Годунов Иван Михайлович                 |                               |
| 1614      | Тверь                 | Долгоруков Данила Иванович              |                               |
| 1614-1616 | Тверь                 | Янов Фёдор Осипович                     |                               |
| 1614      | Темников              | Дмитриев Михаил Самсонович              |                               |
| 1614      | Терки                 | Головин Пётр Петрович                   |                               |
| 1614      | Тетюши                | Болховский Иван Фёдорович               |                               |
| 1614      | Тихвин                | Плещеев Фёдор Смердов                   |                               |
| 1614-1616 | Тихвин                | Неплюев Василий Фёдорович               |                               |
| 1613-1615 | Тобольск              | Буйносов-Ростовский Иван Петрович       | Кравчий                       |
| 1602-1614 | Томск                 | Волынский Василий Васильевич            |                               |
| 1614      | Торжок                | Белосельский Михаил Васильевич          |                               |
| 1614-1616 | Торжок                | Наумов Иван Фёдорович                   |                               |
| 1614      | Торопец               | Сицкий Алексей Юрьевич                  |                               |
| 1614-1615 | Тула                  | Глазун-Плещеев Григорий Андреевич       | Стольник                      |
| 1614-1615 | Туринск               | Желябужский Пётр Григорьевич            |                               |
| 1608-1615 | Тюмень                | Годунов Матвей Михайлович               | Боярин                        |
| 1614      | Углич                 | Головин Иван №                          |                               |
| 1614      | Уржум                 | Путятин Иван Степанович                 |                               |
| 1614      | Устюг Великий         | Нагой Михаил Александрович              | Боярин                        |
| 1613-1614 | Устюжна               | Сицкий Андрей Васильевич                |                               |
| 1614      | Устюжна               | Урусов Иван Степанович                  |                               |
| 1614-1617 | Устюжна               | Голочелов Иван Борисович                | В другом акте: Головачёв      |
| 1614-1615 | Уфа                   | Хилков Борис Андреевич                  |                               |
| 1614      | Царёвококшайск        | Хомяков Иван Петрович                   |                               |
| 1614-1615 | Царёвококшайск        | Волынский Пётр Васильевич               |                               |
| 1614      | Царёвосанчурск        | Жедринский Дмитрий Савинович            |                               |
| 1614      | Царёвосанчурск        | Аристов Сава №                          |                               |
| 1614      | Цивильск              | Сьянов Иван Константинович              |                               |
| 1614      | Чебоксары             | Михалков Фёдор Иванович                 |                               |
| До 1614   | Шацк                  | Хилков Андрей Васильевич                |                               |
| 1614-1615 | Шацк                  | Бутурлин Василий Матвеевич              |                               |
| 1614      | Ядрин                 | Степанов Никифор Иванович               |                               |
| 1614      | Яренск                | Палицын Северга Иванович                |                               |
| До 1614   | Ярославль             | Хованский Иван Андреевич                |                               |
| 1614-1616 | Ярославль             | Тюменский Василий Агишевич              |                               |